# Alcmeone a Corinto
Alcmeone a Corinto (in greco antico: Ἀλκμαίων ὁ διὰ Κορίνθου?) è una tragedia greca, oggi quasi interamente perduta, scritta dal tragediografo Euripide. L'opera faceva parte di una trilogia che includeva anche Le Baccanti e Ifigenia in Aulide e che vinse il primo premio (postumo, poiché Euripide era morto da poco) alle Grandi Dionisie del 405 a.C.

## Trama
Il dramma inizia con un prologo narrato dal dio Apollo: durante il periodo in cui impazzì per il matricidio, Alcmeone aveva avuto un figlio, Amfiloco e una figlia, Tisifone, da Manto, figlia di Tiresia, presa come schiava dopo aver conquistato Tebe e li aveva lasciati al re Creonte di Corinto perché li allevasse: tuttavia la moglie di quest'ultimo, Merope, gelosa di Tisifone, l'aveva venduta come schiava.
Alcmeone inconsapevolmente acquista proprio Tisifone come sua schiava e torna a Corinto con lei, dove si riuniva, dopo averli riconosciuti entrambi, anche con Amfiloco, che più tardi sarebbe stato il fondatore di Argo Amfilochia. Creonte, invece, fuggiva senza figli in esilio dopo che si scopriva che il vero padre di Amfiloco si rivelava essere Alcmeone.